# Hamburg (hrabstwo Erie)
Hamburg – wieś w Stanach Zjednoczonych, w stanie Nowy Jork, w hrabstwie Erie.